# Oskar Åhrberg
Oskar Åhrberg, född 16 april 1869 i Eskilstuna, död 26 maj 1958 i Eskilstuna, var en svensk teckningslärare, målare och skulptör.
Åhrberg studerade vid Tekniska skolan i Eskilstuna och fortsatte därefter sina studier vid konstindustriella fackskolan i Karlsruhe 1890. Han var därefter anställd som ritlärare vid Tekniska skolan i Eskilstuna fram till 1937. Som konstnär medverkade han i Eskilstunas konstförenings samlingsutställningar.  